# Daryl Powell

a Compétitions nationales et continentales officielles uniquement.

b Matchs officiels uniquement.
Daryl Powell, né le 21 juillet 1965 à Ackworth (Angleterre), est un ancien joueur de rugby à XIII évoluant au poste de centre, troisième ligne ou de demi d'ouverture reconverti entraîneur. En tant que joueur, il a été international anglais et britannique, et a remporté la Super League avec le club de Rhinos de Leeds. Après avoir pris sa retraite sportive, il devient l'entraîneur, tout d'abord des Rhinos de Leeds pendant deux années puis des Rovers de Featherstone pendant dix années et enfin des Tigers de Castleford depuis 2013. Il a également connu une expérience sans succès en tant qu'entraîneur de rugby à XV à Leeds Tykes.

## Carrière d'entraîneur
Daryl Powell devient entraîneur des Rhinos de Leeds en 2001 à la suite de sa retraite sportive en tant que joueur. En 2003, il devient directeur de ce club section rugby après l'arrivée de l'entraîneur Tony Smith ainsi que sélectionneur de l'équipe de l'Irlande.
En juillet 2005, il change de code et rejoint le rugby à XV où il entre dans le staff de l'équipe de Leeds Tykes. En janvier 2006, il est nommé entraîneur de l'équipe des Tykes, mais la saison se termine par une déception avec la relégation du club.
En septembre 2008, il retourne en rugby à XIII et devient l'entraîneur des Rovers de Featherstone avec lequel il connaît de nombreux succès en Championship. Cela l'amène à reprendre en charge une équipe de Super League puisque les Tigers de Castleford l'enrôle en 2013.

## Palmarès

### Palmarès de joueur
- Coupe du monde :
  - Finaliste : 2005 (Angleterre).
- Championnat de Nouvelle-Galles du Sud :
  - Finaliste : 1988 (Balmain).
- Super League :
  - Finaliste : 1998 (Leeds).

### Palmarès d'entraîneur
- Collectif :
  - Vainqueur du Championship (rugby à XIII) : 2011 (Featherstone) et 2024 (Wakefield).
  - Vainqueur de la Coupe de 1895 : 2024 (Wakefield).
  - Finaliste de la Challenge Cup : 2014 et 2021 (Castleford).
  - Finaliste du Championship (rugby à XIII) : 2010 & 2012 (Featherstone).